# Юрист 3 класу
Юрист 3 класу — найнижчий класний чин в органах прокуратури України та органів юстиції. 
У прокуратурі встановлений постановою Верховної Ради України від 6 листопада 1991 року № 1795-XII «Про затвердження Положення про класні чини працівників органів прокуратури України».
У арбітражних судах  встановлений постановою Верховної Ради України від 22 листопада 1991 року № 1852-XII «Про затвердження Положення про кваліфікаційну атестацію та кваліфікаційні категорії арбітрів і класні чини спеціалістів арбітражних судів України».

## Посада
Згідно з Постановами, класний чин юриста 3 класу відповідає посадам:
- Прокуратура:
  - помічники  міських, районних та прирівняних до них прокурорів (залежно від строку перебування в класному чині).
- Арбітражний суд:
  - головні спеціалісти, провідні спеціалісти та спеціалісти Вищого  арбітражного суду України, арбітражного суду Кримської АРСР, арбітражних судів областей,  м. Києва.

## Історичні знаки розрізнення юриста 3 класу СРСР
Знаками розрізнення юристів 3 класу прокуратури СРСР з 1943 року були шестикутні погони з одним просвітом, на кожному з погонів розміщувалося по дві п'ятипроменеві зірочки, що робило їх схожими на погони армійського лейтенанта. Між ґудзиком у верхній частині погона та зірочкою розташовувалася металева золочена емблема. Розмір погонів дорівнював 14(16)х4 см. Вздовж погона розміщувалася світло-зелена облямівка завширшки 0,3 см.
У 1954 році погони для прокуратури було скасовано, а знаки розрізнення чинів переходять на оксамитові петлиці з золотою облямівкою завширшки 3 мм. Юрист 3 класу мав петлиці з одним просвітом та з двома п'ятипроменевими зірочками. Розмір петлиць дорівнював 100 (95 у скошеній частині)х33 мм, розмір зірочок дорівнював 15 мм. У верхній частині петлиці розміщувалася емблема.

## Знаки розрізнення
Погони юриста 3 класу, подібні до погонів лейтенанта України (до 2016 року). На погонах з одним просвітом  розташовується по дві п’ятипроменеві зірки.